# Servio Fulvio Flaco
Servio Fulvio Flaco (en latín, Servius Fulvius Flaccus) fue un político y militar romano del siglo II a. C.

## Carrera pública
Fue cónsul en el año 135 a. C. con Quinto Calpurnio Pisón. Durante su consulado, sometió a los vardeanos de Iliria. Cicerón lo menciona como un hombre de letras y muy elocuente. En cierta ocasión, fue acusado de incesto y defendido por Cayo Escribonio Curión.